# Dinuk
Dinuk is een bestuurslaag in het regentschap Tegal van de provincie Midden-Java, Indonesië. Dinuk telt 2515 inwoners (volkstelling 2010).